# Juià
Juià (hiszp. Juyá) – gmina w Hiszpanii, w prowincji Girona, w Katalonii, o powierzchni 8,23 km². W 2011 roku gmina liczyła 347 mieszkańców.